# Alchemilla perryana
Alchemilla perryana é uma espécie de rosácea do gênero Alchemilla, pertencente à família Rosaceae.